# واختانگ بلاگیدزه
واختانگ بلاگیدزه (به گرجی: ვახტანგ ბლაგიძე) (زاده ۲۳ ژوئیه ۱۹۵۴) کشتی‌گیری از گوریا، گرجستان است. او برنده‌ی مدال طلای المپیک در کشتی فرنگی در سال ۱۹۸۰ از طرف شوروی است. او همچنین مدال طلا را در سال ۱۹۷۸ و ۱۹۸۱ مسابقات قهرمانی جهان کسب کرده است.